# Hawkhurst
Hawkhurst est un village et une paroisse civile anglais situé dans le comté du Kent. En 2001, sa population était de 4 400 habitants.

## Source de la traduction
- (en) Cet article est partiellement ou en totalité issu de l’article de Wikipédia en anglais intitulé « Hawkhurst » (voir la liste des auteurs).